# Didier Rous
Didier Rous (* 18. September 1970 in Montauban) ist ein ehemaliger französischer Radrennfahrer.
Rous war seit 1992 Radrennprofi und einer der Kapitäne der Mannschaft Bouygues Télécom. Er nahm insgesamt 13-mal an der Tour de France teil, zuletzt 2006. Seine beste Platzierung war 2001 der elfte Platz. Sein größter Erfolg war der Etappensieg auf der 18. Etappe der Tour de France 1997 von Colmar nach Montbéliard.
Rous war bei der Tour de France 1998 in den Dopingskandal um seine Mannschaft Festina verwickelt und wurde deshalb für fünf Monate gesperrt.

## Palmarès
1993

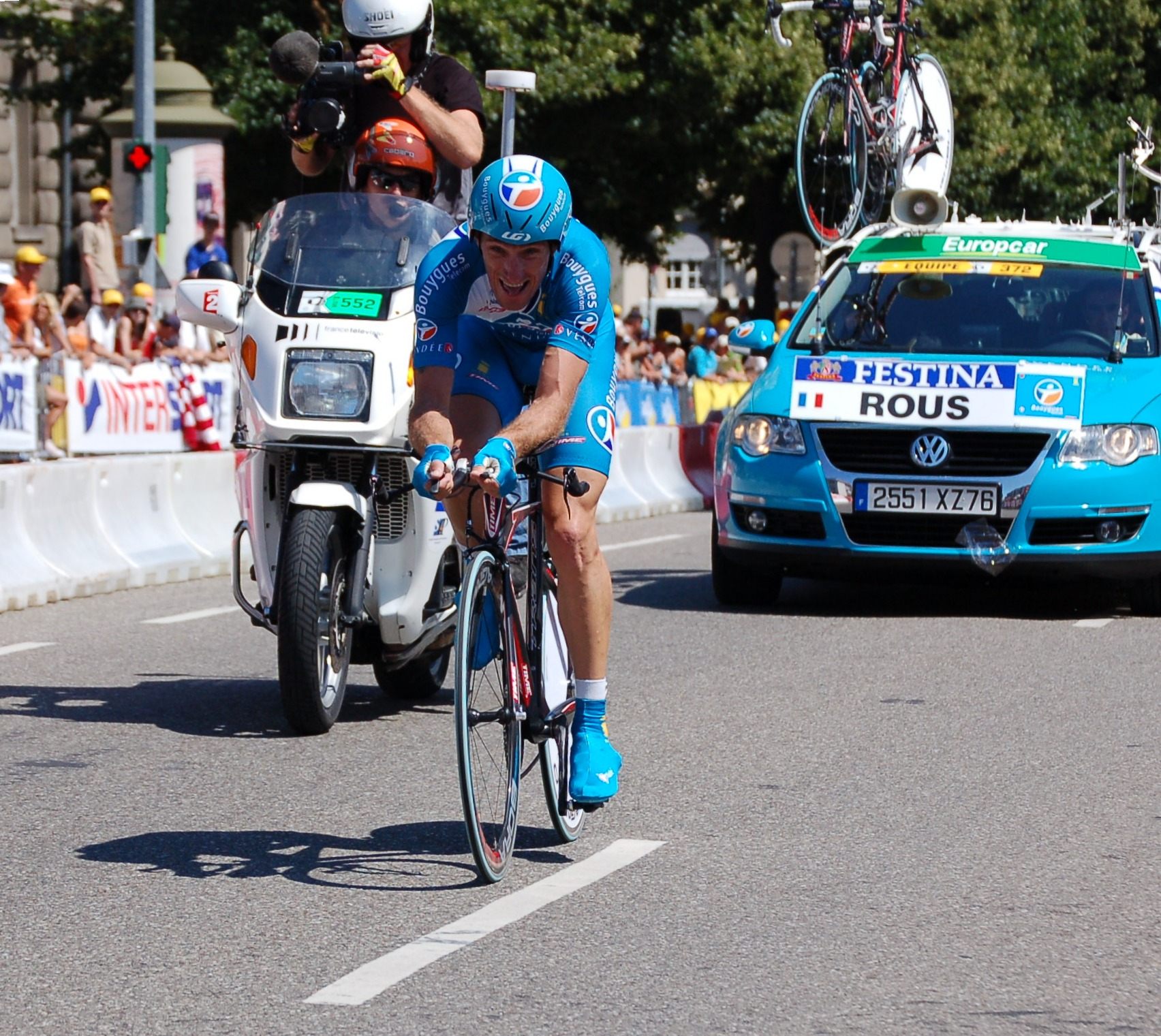
Didier Rous beim Zeitfahren der Tour de France 2006

- Grand Prix d’Ouverture La Marseillaise

1996
- eine Etappe Critérium International
- eine Etappe Valencia-Rundfahrt

1997
- eine Etappe Tour de France

2000
- Paris–Camembert
- Gesamtwertung Grand Prix Midi Libre

2001
- Gesamtwertung und zwei Etappen Vier Tage von Dünkirchen
- eine Etappe Dauphiné Libéré
- Französischer Meister – Straßenrennen
- Tour de Vendée
- Trophée des Grimpeurs

2002
- Circuit Cycliste Sarthe

2003
- eine Etappe Tour du Limousin
- Französischer Meister – Straßenrennen
- Trophée des Grimpeurs

2004
- GP Ouest France-Plouay
- eine Etappe Vier Tage von Dünkirchen
- eine Etappe Tour du Limousin

2005
- eine Etappe Route du Sud

2006
- Trophée des Grimpeurs
- Gesamtwertung und eine Etappe Paris–Corrèze